# Hommage au public Russe
Hommage au public Russe är en, som Potpurri betecknad, komposition (utan opusnummer) av Johann Strauss den yngre. Den spelades första gången den 6 augusti 1864 i Pavlovsk i Ryssland.

## Historia
Varje år mellan 1856 och 1865 dirigerade Strauss sommarkonserter i den lilla staden Pavlovsk utanför Sankt Petersburg. Hans kontrakt gav honom fria händer att välja musiken men en paragraf stipulerade att han "vid sidan av sina egna kompositioner skulle han även framföra populära och nya verk av andra mästare". Strauss var generös mot sina tonsättarkollegor och spelade verk av Daniel Auber, Ludwig van Beethoven, Johann Sebastian Bach, Frédéric Chopin, Gaetano Donizetti, Wolfgang Amadeus Mozart, Gioachino Rossini, Franz Schubert och Giuseppe Verdi. Han framförde även musik av samtida ryska tonsättare, till exempel dirigerade han 1865 det första framförandet av den unge Pjotr Tjajkovskijs "Karaktäristiska danser". Särskilt åren 1864 och 1865 var förekomsten av ryska verk stor i repertoaren. Han känd sig starkt dragen till Michail Glinka och 1863 anordnade Strauss en "Glinkafestival" som drog åtta tusen besökare. Framgången med den sporrade Strauss att året därpå upprepa succén med ett potpurri som han kallade Hommage au public russe. 
Strauss dirigerade det första framförandet den 6 augusti 1864 vid en välgörenhetskonsert organiserad på egen risk och till förmån för ryska krigsinvalider. Verket publicerades endast i Ryssland och byggde på melodier från två av Glinkas operor; Ruslan och Ludmila (ouvertyr och cavatina) och Livet för tsaren (Cavatina, Krakówiak och mazurka); samt musik från Glinkas orkesterfantasi Kamarinskaja (1848) och populära sånger från förr och nutid. Hommage au public russe återkom på repertoaren 1869 (Strauss gjorde ett uppehåll på några år) och spelades ytterligare sju gånger, alltid med stor framgång.
Den ryske dirigenten Gennadij Rozjdestvenskij återupptäckte verket i Sankt Petersburg i början av 1980-talet och framförde det i en förkortad version i London 1981. Dr Thomas Aigner vid "Wiener Institut für Strauss-Forschung " lyckades hitta originalnoterna till orkesterversionen, som senare har legat till grund för inspelningen på skivmärket "Marco Polo".

## Om verket
Speltiden är ca 21 minuter och 24 sekunder plus minus några sekunder beroende på dirigentens musikaliska tolkning.

## Weblänkar
- Hommage au public Russe i Naxos-utgåvan.